# Horizon Line

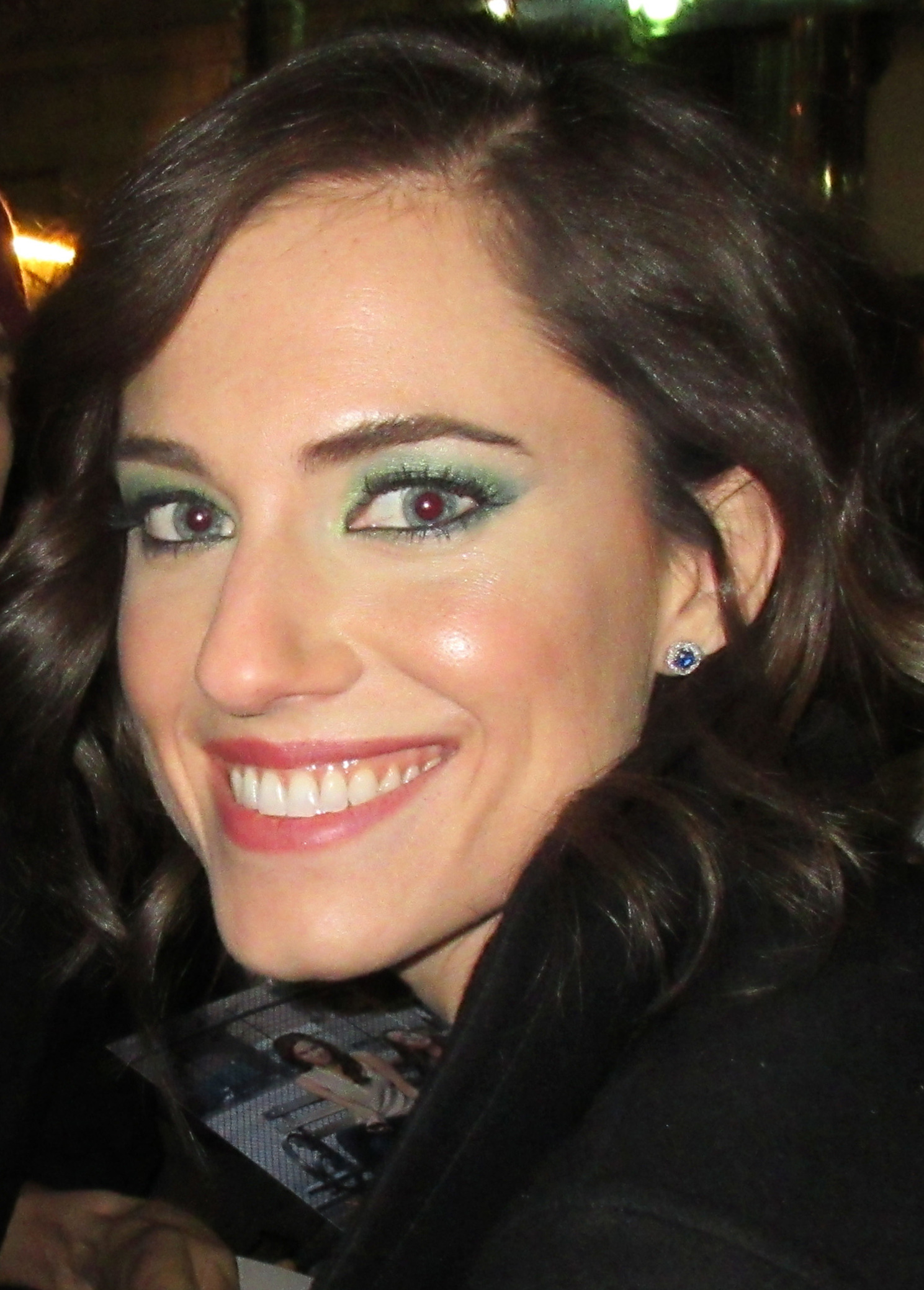
Allison Williams spielt Sara (Foto von 2018)

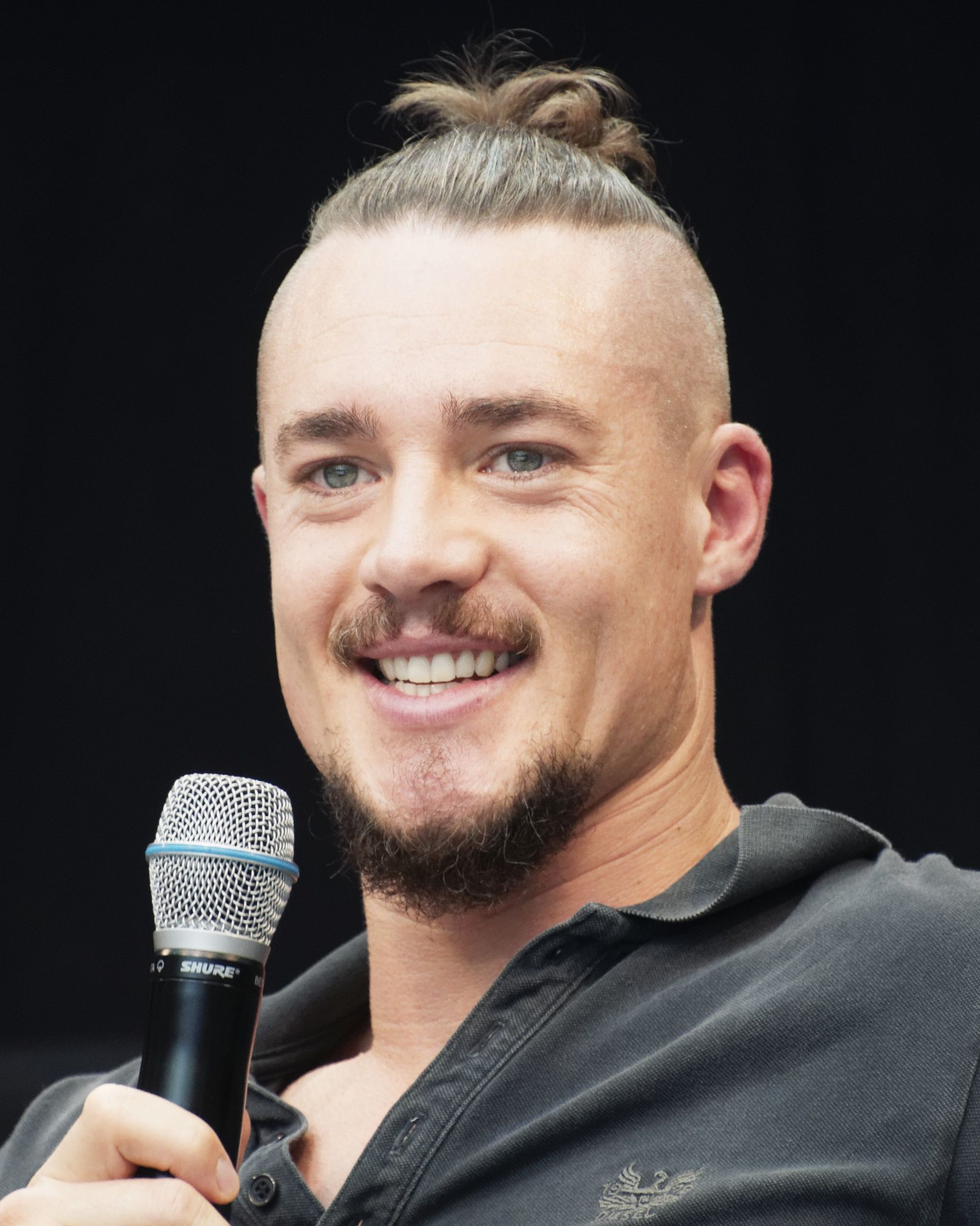
Alexander Dreymon spielt Jackson (Foto von 2019)

Horizon Line ist ein schwedisch-US-amerikanischer Abenteuerfilm aus dem Jahr 2020. Der Film kam Ende Oktober / Anfang November 2020 in Schweden und anderen Ländern in die Kinos und wurde am 12. Januar 2021 in den Vereinigten Staaten als Video-on-Demand veröffentlicht. Die deutsche Erstausstrahlung erfolgte am 25. Juni 2021 bei Sky Deutschland. Bei seiner Ausstrahlung des Films am 27. Februar 2023 verwendete das ZDF den Titelzusatz „Bruchlandung im Paradies“.

## Handlung
Sara ist mit ihrem Freund, dem Tauchlehrer Jackson, in einer Bar auf der Insel Mauritius. Sie reden über ihre gemeinsame Zeit und über ihre bevorstehende Abreise. Als er an der Theke ein letztes Getränk für die beiden bestellt, verlässt sie die Bar und reist von der Insel zurück nach London.
Ein Jahr später reist sie zur Hochzeit einer Freundin zurück auf die Insel und trifft am Vorabend der Feier auch auf Jackson, die beiden verbringen schließlich die Nacht miteinander.
Dadurch verpasst Sara am nächsten Morgen jedoch die einzige Fähre, die die Hochzeitsgäste zur zu Mauritius gehörenden Insel Rodrigues bringen soll, wo die Hochzeitsfeier stattfinden wird. Stattdessen bucht sie einen Flug in einer kleinen Propellermaschine ihres Freundes Freddy Wyman, der ebenfalls zu der Feier eingeladen ist. Kurz vor dem Start kommt zu Saras Überraschung Jackson hinzu.
Während des Flugs schläft Jackson ein und Wyman bittet Sara, auf dem Sitz des Co-Piloten Platz zu nehmen, um sich mit ihr zu unterhalten. Als Wyman Medikamente einnehmen will, erleidet er einen Herzinfarkt und stirbt. Jacksons Wiederbelebungsversuche scheitern. Sara, die von Wyman früher mal ein paar Flugstunden bekommen hat, übernimmt in dieser Notsituation das Steuer und zieht das Flugzeug aus dem freien Fall wieder hoch. Sara und Jackson erholen sich von dem Sturzflug und müssen nun das Flugzeug steuern. Die beiden stellen fest, dass der Autopilot beschädigt ist. Sie schaffen es aber über Kurzwelle Kontakt zum Fluglotsen Samuel aufzunehmen. Dieser gibt ihnen vor, dass sie Richtung Westen fliegen sollen, wozu sie allerdings mitten durch ein starkes Gewitter fliegen müssten. Trotz Wymans vorheriger Warnung versucht Sara über die Gewitterwolken zu gelangen, schafft dies kurzzeitig auch, wird aber wegen der Höhenkrankheit bewusstlos, wodurch das Flugzeug  in den Sturzflug übergeht. Letztlich kommen sie durch das Unwetter.
Nach diesem Manöver ist allerdings der Kompass beschädigt, für GPS auf ihren Smartphones haben sie keinen Empfang. Dramatischer ist der schnelle Treibstoffverlust, der aus einer beschädigten Treibstoffleitung resultiert. Jackson klettert aus dem Flugzeug und repariert diese mit Klebeband vorne am Motor. Auf dem Rückweg ins Flugzeug bleibt er jedoch an einer Querstrebe der Tragfläche hängen und bricht sich den linken Arm. Sara versorgt die Wunde notdürftig. Um Gewicht zu sparen, werfen sie die überzähligen Sitze und anderen Ballast aus dem Flugzeug. Schweren Herzens stößt Sara schließlich auch Wymans Leiche ins Meer. Dann haben sie die Idee, den fast leeren Tank mit dem für die Hochzeit vorgesehenen Rum aus großen Flaschen zu befüllen. Da Jackson verletzt ist, klettert diesmal Sara nach draußen. Sie hält sich an der Tragfläche fest und füllt den Inhalt mehrerer Rumflaschen in den Tank.
Während dieser Aktion hat Jackson eine winzige Insel im Meer entdeckt. Die beiden entschließen sich umzudrehen und einen Landeversuch zu wagen. Doch zunächst finden sie die Insel nicht wieder. Dann ist der Tank leer und das Flugzeug bewegt sich nur noch im Gleitflug. Sara und Jackson glauben schon sterben zu müssen und sprechen über ihre frühere Beziehung. Dann sehen sie die Insel und Sara steuert das Flugzeug darauf zu. Wenige Meter vor der Insel stürzt das Flugzeug ins Meer, überschlägt sich und sinkt. Sara befreit sich und taucht zunächst auf, bevor sie nochmal abtaucht, um den festgeklemmten Jackson mit einer Rettungsweste zu befreien.
Die Verunglückten schwimmen zu der Insel, doch diese stellt sich als eine Sandbank dar, die bei der nächsten Flut verschwinden wird. Als das Wasser steigt, verlieren sie wieder den Boden unter den Füßen. Sie treiben auf dem Wasser und Jackson befürchtet den baldigen Tod. Er bietet Sara die einzige Rettungsweste an. Diese lehnt jedoch ab und sagt, dass sie ein Team seien. Jackson erklärt Sara seine Liebe und sie erwidert diese. Im letzten Moment kommt ein Fischerboot zu ihnen und rettet die beiden.

## Produktion
Die Dreharbeiten fanden auf Mauritius, in den Pinewood Studios und in Dublin statt.

## Rezeption

### Kritiken
Die Redaktion des Lexikons des internationalen Films kommt auf 2 von 5 Sternen und schreibt über den Film kurz: „Eine Mischung aus Liebesfilm und Survival-Thriller, deren Figuren in der arg an den Haaren herbeigezogenen Abfolge von Gefahren etwas blass bleiben. Immerhin hebelt der Film alte Geschlechterrollen aus und zeigt primär die Frau in der Retterinnen-Rolle.“.
Oliver Armknecht ist bei dem Film kritischer und kommt in seiner Besprechung bei film-rezensionen.de auf insgesamt 5 von 10 Punkten. Der Film sei sparsam realisiert, statt eine Apokalypse gehe es um zwei Menschen, deren gemeinsames Schicksal sich zum Großteil an Bord eines kleinen Flugzeugs abspiele. Das dargestellte Szenario sei zwar recht gemein, allerdings gelinge es nicht, wirklich für Abwechslung zu sorgen. Der Film investiere viel Zeit, die Charaktere und ihre Beziehung einzuführen, allerdings „springt dabei nichts raus, das einem irgendwie nahe gehen müsste“. Hier hätte sich Armknecht mehr Ambitionen gewünscht. Beim Katastrophenteil sei mehr Mühe zu erkennen, aber letztlich setze „sich das Desasterkarussell aus den üblichen Bestandteilen wie Treibstoffmangel, technischer Defekt und Unwetter zusammen“. Insgesamt sei Horizon Line ein üblicher Katastrophenfilm, erfülle seinen Zweck und reicht aus, um sich die Zeit zu vertreiben, mehr als Durchschnitt sei er allerdings nicht.

### Einspielergebnis
Der Film spielte weltweit ungefähr 0,9 Millionen US-Dollar ein.